# Stanisław Burczyk
Stanisław Burczyk (ur. 30 listopada 1921 w Długiem, zm. 9 kwietnia 2007 w Żurawicy) – polski duchowny katolicki, proboszcz i dziekan dekanatu żurawickiego, honorowy obywatel Żurawicy i patron ronda w tej miejscowości, wykładowca Wyższego Seminarium Duchownego w Przemyślu.

## Życiorys

### Młodość i wykształcenie
Urodził się 30 listopada 1921 w parafii pw. św. Jadwigi Królowej Polski w Długiem. Ukończył szkołę podstawową w Zarszynie. W 1939 zdał egzamin dojrzałości w Państwowym Gimnazjum im. Królowej Zofii w Sanoku. W 1939 wstąpił do Wyższego Seminarium Duchownego w Brzozowie. 30 grudnia 1944 w bazylice mniejszej pw. Wniebowzięcia NMP w Starej Wsi otrzymał święcenia kapłańskie. Jego pierwszą placówką była parafia w Kołaczycach, następnie w Krośnie, Dydni i Przemyślu, pracował również jako administrator parafii Buszkowice.
W 1960 został skierowany przez ks. biskupa na studia muzyczne do Warszawy, po powrocie został wykładowcą śpiewu liturgicznego i muzyki kościelnej w Wyższym Seminarium Duchownym w Przemyślu, funkcję tę pełnił przez 28 lat. Prowadził przy katedrze chór męski i chór chłopięcy. W latach 1978–1986 był dyrektorem Studium Organistowskiego przy Kurii Biskupiej w Przemyślu.

### Posługa w parafii Żurawica
Od 3 lutego 1967 do 17 sierpnia 1996 był proboszczem i dziekanem w Żurawicy, zastępując zmarłego proboszcza ks. Tadeusza Kostkę.
W swojej parafii przyczynił się m.in. do odnowienia polichromii w kościele oraz przebudowania jego wnętrza, dostosowując go do posoborowej liturgii, odnowił elewację kościoła, pozłocił 4 ołtarze, ambonę oraz chrzcielnicę, w 1975 rozpoczął budowę nowej plebanii. Dzięki jego inicjatywie ks. abp Ignacy Tokarczuk konsekrował 3 nowe dzwony: „Maryja”, „Józef” i „Jan Paweł II” – wykonane przez firmę Felczyńskich z Przemyśla. W latach 1990–1991 podjął się swego największego dzieła – powstała nowa świątynia w Żurawicy Górnej. Podczas wizytacji kanonicznej parafii ks. abp Ignacego Tokarczuka nastąpiło uroczyste wprowadzenie relikwii św. Andrzeja Boboli do nowo wybudowanego kościoła filialnego i poświęcenie kościoła pw. św. Andrzeja Boboli. 4 sierpnia 1992 została utworzona nowa parafia Żurawica Górna.
Dzięki niemu w żurawickim kościele znalazły się nowe 23 głosowe organy, które poświęcił w 1981 ks. bp Stanisław Jakiel, stare 8 głosowe podarował Wyższemu Seminarium Duchownemu w Przemyślu. W 1998 reaktywował Harcerską Orkiestrę Dętą Hufca Ziemi Przemyskiej przy szkole podstawowej, a później gimnazjum w Żurawicy.
W żurawickiej parafii obchodził kolejno jubileusz 25-lecia, 50-lecia i 60-lecia swojego kapłaństwa, ten ostatni odbył się 8 grudnia 2004. Przez ostatnie lata swego życia walczył z ciężką chorobą. W lutym 2007 minęło 40 lat pracy duszpasterskiej w parafii.
Zmarł 9 kwietnia 2007 w Żurawicy w wieku 85 lat jako wieloletni proboszcz parafii. Ceremonia pogrzebowa odbyła się 12 kwietnia 2007 w kościele parafialnym pw. Niepokalanego Poczęcia NMP w Żurawicy. Mszy św. w której uczestniczyło 119 księży – w tym wielu wychowanków ks. prałata – przewodniczył rodak żurawicki ks. bp Kazimierz Ryczan, a procesję na cmentarz prowadził ks. bp Marian Rojek.

### Upamiętnienia
Ks. Burczyk był honorowym kanonikiem przemyskiej kapituły metropolitalnej. Otrzymał również tytuł honorowego obywatela gminy Żurawica. Jest patronem ronda przy kościele pw. Niepokalanego Poczęcia Najświętszej Maryi Panny w Żurawicy.